# شهرك بايين
شهرك بايين هي قرية في مقاطعة هريس، إيران. عدد سكان هذه القرية هو 686 في سنة 2006.